# 杂种姓
在种姓制度中，杂种姓是指来自不同种姓的父母双方所生下的后代。《摩奴法典》第十卷专门论述了杂种姓的形成和地位。一般来说，杂种姓的地位由两个因素决定：种姓差距和种姓顺序。其中，“种姓顺序”是指男方的种姓相对女方而言，男方高于女方称为“正序”，低于女方称为“逆序”。 
只有父母同属一个种姓，并在结婚时女方仍是处女的，所生下的后代才被认为和父母属于同一种姓。由三个再生族（婆罗门、刹帝利、吠舍）和一个一生族（首陀罗）互相通婚产生一级杂种姓，由一级杂种姓产生次级杂种姓。各杂种姓的权利和所从事的职业各有不同。各杂种姓之间的贵贱，一般的规定是，顺序所生的后代优于逆序所生的后代。

## 顺序产生的杂种姓

### 由相隔一种种姓产生
婆罗门男子与刹帝利女子所生下的后代叫做牟多毗质柯多，职业是教人使象、御马、驾车和使用兵器。
刹帝利男子与吠舍女子所生下的后代叫做摩㨖耶（marchya），职业是教人歌舞和天文。
吠舍男子与首陀罗女子所生下的后代叫做迦罗奈（karana），职业是奉事王侯。
以上三种杂种姓因为母亲出身低微，因而在《摩奴法典》中被认为是“可轻视的”。

### 由相隔二种种姓产生
婆罗门男子与吠舍女子所生下的后代叫做俺跋什闼（ambachtha），职业是行医。
刹帝利男子与首陀罗女子所生下的后代叫做优俱罗（ougra）。

### 由相隔三种种姓产生
婆罗门男子与首陀罗女子所生下的后代叫做尼遮陀（nichāde），又叫婆罗萨跋（pārasava），职业是捕鱼。
以上六种杂种姓，相对其他诸子而言，是低贱的，但仍可以履行再生族义务。

## 逆序产生的杂种姓

### 由相隔一种种姓产生
刹帝利男子与婆罗门女子所生下的后代叫做苏多，职业是御马和驾车。
吠舍男子与刹帝利女子所生下的后代叫做摩偈闼。
首陀罗男子与吠舍女子所生下的后代叫做阿瑜迦跋，职业是木工。

### 由相隔二种种姓产生
吠舍男子与婆罗门女子所生下的后代叫做吠提诃，职业是伺候妇女。
首陀罗男子与刹帝利女子所生下的后代叫做刹多梨。
由相隔两个种姓所生的后代，不论正序（俺跋什闼、优俱罗）还是逆序（吠提诃、刹多梨），都是可以接触的。

### 由相隔三种种姓产生
首陀罗男子与婆罗门女子所生下的后代叫做旃陀罗，即“贱民”。
这六种杂种姓并属低贱，不得履行再生族义务。其内部的贵贱顺序是：苏多、摩偈闼、吠提诃、阿瑜迦跋、刹多梨、旃陀罗。这六种男子所生的后代（次级杂种姓）与其本人相比更为低贱，不论女方种姓为何。

## 次级杂种姓

### 由原始种姓与一级顺序杂种姓产生
婆罗门男子与优俱罗（刹帝利男子与首陀罗女子所生）女子所生的后代叫做阿苾利多，也叫摩陀鸠。
婆罗门男子与吠提诃（吠舍男子与婆罗门女子所生）女子所生的后代叫做詹朱。
詹朱与摩陀鸠以捕猎为业。
婆罗门男子与俺跋什闼（婆罗门男子与吠舍女子所生）女子所生的后代叫做阿毗罗。
婆罗门男子与阿瑜迦跋（首陀罗男子与吠舍女子所生）女子所生的后代叫做底格波那，职业是制革。
尼遮陀（婆罗门男子与首陀罗女子所生）男子与首陀罗女子所生的后代叫做弗迦娑；相反，首陀罗男子与尼遮陀女子所生的后代叫做鸠鸠多迦。

### 由一级逆序杂种姓互相通婚产生
由一级逆序杂种姓互相通婚所产生的次级杂种姓，被认为比一级杂种姓更低贱。从苏多开始正序婚姻至旃陀罗，可以产生5种次级杂种姓；从摩偈闼开始正序婚姻至旃陀罗，可以产生4种杂种姓，以此类推，6种一级杂种姓正序婚姻可以产生15种次级杂种姓，逆序婚姻可以产生另外15种。《摩奴法典》并未一一列出。
四种原始种姓因为忽视其义务而被除名者，称为达修。达修男子与阿瑜迦跋（首陀罗男子与吠舍女子所生）女子所生的后代叫做锡林陀罗，职业是侍候主人装束和张网捕猎。
刹多梨（首陀罗男子与刹帝利女子所生）男子与优俱罗女子所生的后代叫做斯婆钵迦。
吠提诃（吠舍男子与婆罗门女子所生）男子与俺跋什闼女子所生的后代叫做吠那，职业是奏乐。
吠提诃（吠舍男子与婆罗门女子所生）男子与阿瑜迦跋女子所生的后代叫做密多离耶迦，职业是歌颂和鸣钟。
尼遮陀男子与阿瑜迦跋女子所生的后代叫做摩尔迦波，又称达娑，职业是撑船。
尼遮陀男子与吠提诃（吠舍男子与婆罗门女子所生）女子所生的后代叫做迦罗波罗，职业是鞣制皮革。
吠提诃男子与尼遮陀女子所生的后代叫做俺陀罗。
迦罗波罗男子与尼遮陀女子所生的后代和密陀。俺陀罗和密陀不允许住在村内，靠捕猎为业。
旃陀罗（贱民）男子与吠提诃（吠舍男子与婆罗门女子所生）女子所生的后代叫做般都苏钵迦，职业是竹工。
尼遮陀男子与吠提诃女子所生的后代叫做阿欣底迦，职业是狱吏。
旃陀罗男子与尼遮陀（婆罗门男子与首陀罗女子所生）女子所生的后代叫俺底耶跋娑耶，职业是焚烧尸体。
旃陀罗男子与弗迦娑（尼遮陀男子与首陀罗女子所生）女子所生的后代叫做苏钵迦，职业是刽子手。